# RIM-116 RAM
RIM-116 RAM (Rolling Airframe Missile)  är en fartygsbaserad luftvärnsrobot med kort räckvidd framförallt avsedd för att bekämpa sjömålsrobotar. Namnet kommer av att roboten roterar kring sin längsaxel för att få stabilitet under sin färd. 
Roboten utvecklades av USA i samarbete med Tyskland med avsikten att ta fram en billig robot som skulle kunna monteras på fartyg av alla storlekar för att försvara fartyget mot sjömålsrobotar men har sedan uppgraderats så att den nu kan användas för att bekämpa även helikoptrar, stridsflyg och ytmål. I dagsläget används den av USA:s flotta på hangarfartyg, amfibiefartyg och fregatter och Tysklands flotta på korvetter, fregatter och robotbåtar samt därutöver av Egyptens, Greklands, Sydkoreas och Turkiets flottor. Roboten tillverkas av amerikanska RTX och tyska Diehl BGT Defence.

## Egenskaper
RAM är en luftvärnsrobot utrustad med en passiv radarmålsökare som används för att hitta en fientlig sjömålsrobots radarmålsökare och därefter låsa på denna. I slutfasen slår roboten över till en infraröd målsökare som används för att styra roboten den sista biten fram till målet. Om målet är passivt, det vill säga inte sänder ut några radarsignaler, används den infraröda målsökaren under hela bekämpningen. Samma gäller vid bekämpning av helikoptrar, stridsflyg och ytmål. 
Roboten måste kunna se sitt mål direkt efter att den lämnat avfyrningssystemet för att fånga upp det och låsa på målet. Detta gör att döda vinklar lätt uppstår på ett skepp. Dock kan sökaren fånga upp ett mål upp till 15-20 grader från robotens längdaxel. Detta innebär att den kan skjutas runt hörn. Cirka 10 grader från centrum anses man kunna räkna med att roboten ska klara vid avfyrning.
Avfyrningssystemet är beroende av externa sensorer och ledningssystem för att svänga avfyrningssystemet i rätt riktning så att roboten har en chans att låsa på målet. Det kräver därför att fartyget det är monterat på har ett visst minimum av sensorer som en bra spaningsradar och någon typ av system som kan kontrollera RAM, till exempel ett stridsledningssystem. Detta har lett fram till utvecklingen av SeaRam, som kombinerar Rolling Airframe Missile med sensorerna från Phalanx CIWS för att få ett helt autonomt system som kan söka efter, låsa på, utvärdera och bekämpa mål automatiskt.

## Utveckling och uppgraderingar
RAM utvecklades från AIM-9 Sidewinder och tog sin raketmotor, tändrör och stridsspets från denna. Den infraröda målsökaren togs från FIM-92 Stinger. Roboten togs i tjänst 1992 och har sedan dess uppgraderats två gånger med en tredje uppgradering på väg.
Den första uppgraderingen, till Block I, syftade till att ge förmågan att bekämpa robotar med passiva målsökare genom att använda den infraröda målsökaren direkt efter avfyring. För detta ändamål uppgraderades den infraröda målsökaren till en bildalstrande modell.
Den andra uppgraderingen, kallad HAS (Helicopter, Aircraft and Surface Targets - Fritt översatt "Helikopter-, flygplans. och ytmål."), syftade att utveckla roboten till en mer komplett luftvärnsrobot som inte bara kunde bekämpa sjömålsrobotar. Detta krävde endast mjukvaruuppgradering.
En ny uppgradering, RAM Block II, är under utveckling. Uppgraderingen kommer att ge roboten förmågan att avfyras från Mk41 VLS och ska kunna förvaras fyra robotar per cell. I uppgraderingen ingår en ny tvåstegs raketmotor med plats för 30 % mer drivmedel, ett nytt styrsystem som ökar förmågan att manövrera kraftigt, uppgradering av den passiva radarsökaren, en digital autopilot och uppgraderingar av utvalda komponenter i den infraröda målsökaren. Denna avses ytterligare öka förmågan mot kraftigt manövrerande sjömålsrobotar.